# Familia Errázuriz
La familia Errázuriz es una de las más célebres familias en Chile, fue fundada por Francisco Javier de Errázuriz y Larraín nacido en Aranaz, Navarra, España. Llegó a Chile en 1735.
De la familia Errázuriz son cuatro presidentes de la República, dos Arzobispos de Santiago, varios diplomáticos e industriales.

## Origen

Aranaz, Navarra.

Nacido en Aranaz el 3 de febrero de 1670, Navarra. Hijo de Lorenzo de Errázuriz y Vergara y de doña Micaela de Larraín y Córdova ambos de Navarra. Fallecido en Santiago de Chile el 8 de septiembre de 1767.
Contrajo matrimonio en la iglesia catedral en 1739 con doña María Loreto de Madariaga, hija del Oficial Tesorero de las Reales Cajas del Reino de Chile, Francisco de Madariaga y Aris Arrieta. Los hijos del matrimonio Errázuriz Madariaga, fueron seis mujeres y cuatro hombres.

## Llegada a Chile
En 1733 llegó a Lima, Perú y en 1735 a Chile por su tío Santiago Larraín, que se había erradicado y era un próspero comerciante de ultramar. Introdujo a Errázuriz rápidamente en la sociedad santiaguina de ese entonces.

## Sus hijos
1. Francisco Javier de Errázuriz Madariaga nacido el 23 de abril de 1744 y casado con Rosa Martínez de Aldunate y Guerrero con quien tuvo 14 hijos, los cuales 12 llegaron a edad adulta. Es el único que tuvo descendencia de todos los hermanos.
2. María del Carmen de Errázuriz Madariaga nacida en 1745 y contrajo matrimonio con el corregidor Luis Manuel Zañartu, tuvo dos hijas y ambas fueron monjas.
3. José Antonio de Errázuriz Madariaga nacido el 14 de septiembre de 1747, fue sacerdote.
4. Francisca de Errázuriz Madariaga nacida en 1748, falleció menor.
5. María de Errázuriz Madariaga nacida en 1749, falleció menor.
6. María Dolores de Errázuriz Madariaga nacida en 1750, falleció menor.
7. Domingo de Errázuriz Madariaga nacido en 1754, fue sacerdote.
8. Santiago de Errázuriz Madariaga nacido en 1755 y casado con Juana de Dios de Elzo y Ureta, sin sucesión.
9. Rosa de Errázuriz Madariaga nacida en 1756, fue monja.
10. María Loreto de Errázuriz Madariaga nacida en 1760, falleció menor.

## Carta de José Toribio Medina a Federico Errázuriz Echaurren

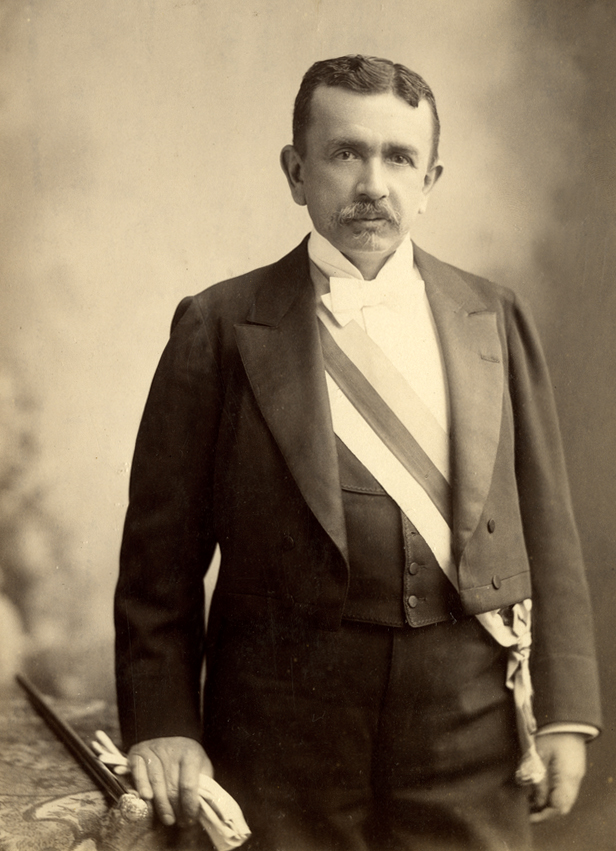
Federico Errázuriz Echaurren

La siguiente carta es la escrita por el historiador José Toribio Medina el 20 de septiembre de 1898, donde describe su obra sobre esta familia: 

Al Señor don:

Federico Errázuriz Echaurren.
A Ud., mi querido amigo, corresponde sin género de duda la dedicatoria de la historia de Los Errázuriz durante la colonia, tanto por ser Ud. hoy el representante más conspicuo de la familia, como por la amistad de un cuarto de siglo que nos une y que nada, felizmente, ha interrumpido.
A Ud., que me conoce desde las aulas Universitarias, no necesito decir que para tomar la pluma no me han movido ni la lisonja, ni otro interés que el cumplir a Ud. la promesa que le hice hace años, -y que impostergables labores
me hablan impedido realizar hasta el día- cuando Ud., con justa curiosidad, quiso conocer los antecedentes que yo en el curso de mis investigaciones históricas había sido apuntando respecto de Los Errázuriz.
Esta tarea, doblemente grata para mi, puesto que con ella cumplía mi palabra comprometida y vagaba por el campo de nuestra historia colonial, una de las pocas pasiones de mi vida y hoy su único norte, he tratado de llevarla a término con la prolijidad que me ha sido posible dentro de la documentación que poseía, si bien no tan completa como hubiera querido, al menos lo bastante detallada para pintar en sus rasgos prominentes el papel importante que de antiguo los adquirir la familia de Ud., desde que su fundador llegó a Chile hasta los primeros días de nuestra revolución de la independencia, y que después, en el espacio de pocos años, ha dado dos presidentes a la República. Y si ya no mediaran los antecedentes que a Ud. manifiesto, este son hecho habría autorizado de sobra la labor histórica que le ofrezco y en la cual, estoy cierto, hallará Ud. algún ejemplo que imitar.
Mora que se hayan sobre Ud. fijas las miradas del país enteró al atravesar por una de las crisis más agudas de su vida de pueblo soberano, no olvide Ud. que, como el, tiene Ud., su primer mandatario gloriosas tradiciones que respetar
y que no sin razón dice el proverbio que “nobleza obliga”.
De esta su casa, a 20 de septiembre de 1898.
José Toribio Medina

## Presidentes de Chile
Esta familia ha tenido los siguientes cuatro presidentes de Chile, ordenados cronológicamente.
- Fernando Errázuriz Aldunate en 1831.
- Federico Errázuriz Zañartu entre 1871 a 1876.
- Federico Errázuriz Echaurren entre 1896 a 1901.
- German Riesco Errázuriz entre 1901 a 1906.

## Algunos de sus prominentes miembros
- Juan Subercaseaux Errázuriz (1896-1942), Arzobispo de La Serena.
- Francisco Javier Errázuriz Ossa (1933-): Cardenal  Arzobispo de Santiago (1996 - 2010). Bajo su dirección del arzobispado se produjeron graves escándalos de abusos sexuales no investigados.[4]
- Francisco Javier Errázuriz Talavera (1942-2024): Hombre de negocios y político chileno. Fue candidato en las elecciones presidenciales de 1989, obteniendo el tercer lugar. Se encuentra envuelto en un proceso criminal por presunta trata de personas.[5][6][7]
- Jaime Guzmán Errázuriz (1946-1991): Político, senador. Ideólogo de la dictadura del general Augusto Pinochet.
- Pedro Pablo Errázuriz: Ministro de Transportes y Telecomunicaciones, en el primer gobierno de Sebastián Piñera.